# Eusparassus nigrichelis
Eusparassus nigrichelis är en spindelart som beskrevs av Embrik Strand 1906. Eusparassus nigrichelis ingår i släktet Eusparassus och familjen jättekrabbspindlar.
Artens utbredningsområde är Etiopien. Inga underarter finns listade i Catalogue of Life.